# .it
.it je vrhovna internetska domena (country code top-level domain - ccTLD) za Italiju. Domenom upravlja IT-NIC.

## Vanjske poveznice
- IANA .it whois informacija  Arhivirana inačica izvorne stranice od 19. srpnja 2008. (Wayback Machine)